# Победослав Дунайский (шхуна, 1772)
«Победослав Дунайский» — парусная шхуна Дунайской, затем Азовской флотилий и Черноморского флота Российской империи, одна из четырёх шхун типа «Победослав Дунайский» или «Измаил». Принимала участие в двух русско-турецких войнах 1768—1774 годов и 1787—1791 годов, в том числе в сражении у Фидониси. В течение службы использовалась для плаваний в Азовском и Чёрном  морях, а также в качестве брандвахтенного судна.

## Описание судна
Парусная деревянная шхуна, одна из четырёх шхун типа «Победослав Дунайский» или «Измаил», построенных по чертежам адмирала Ч. Ноульса. Длина шхуны по сведениям из различных источников составляла от 27,4 до 27,5 метра, ширина от 7,5 до 7,7 метра, осадка от 3,4 до 3,5 метра. По сведениям из одних источников первоначальное вооружение судна составляли двенадцать 12-фунтовых пушек, которые после перевооружения в 1784 году были заменены на восемнадцать 6-фунтовых пушек, по другим сведениям вооружение состояло из четырёх 4-фунтовых и восьми 3-фунтовых пушек. Экипаж шхуны состоял из 168 человек.
Единственное парусное судно с таким наименованием, которое несло службу в составе Российского императорского флота, за все время его существования.

## История службы
Шхуна «Победослав Дунайский» была заложена на верфи в устье Дуная 26 мая (6 июня) 1772 года, после спуска на воду 2 (13) декабря 1772 года вошла в состав Дунайской флотилии. По другим данным шхуна вступила в строй в апреле 1773 года. Шхуна строилась по чертежам адмирала Ч. Ноульса, строительством руководил обер-интендант Главной интендантской экспедиции Адмиралтейской коллегии М. И. Рябинин.
Принимала участие в русско-турецкой войне 1768—1774 годов. С мая по июнь 1773 года в составе отряда капитана 2-го ранга П. В. Третьякова выходила для испытания мореходных качеств в Чёрное море до острова Фидониси и в крейсерские плавания с целью преграждения доступа турецких судов в устье Дуная. По итогам кампании 1773 года по заключению командира отряда все четыре шхуны хоть и были удобны для морских плаваний, но требовали устранения течей и перевооружения 12-фунтовыми орудиями. В ноябре 1774 года во главе Дунайской флотилии, состоявшей из шести судов, и под брейд-вымпелом командующего флотилии капитана бригадирского ранга графа Билана вышла из Измаила для перехода в Керчь, однако по причине шторма, во время которого был повреждён рангоут, а также из-за недостатка провизии была вынуждена 2 (13) декабря зайти в Константинополь. После исправления и пополнения припасов шхуна ушла из Константинополя в Керчь, куда прибыла 16 (27) декабря. В кампанию следующего 1775 года была переведена в состав Азовской флотилии и совершала плавания между портами Азовского и Чёрного морей.
В 1776 году совершила плавание из Керчи в Константинополь, по возвращении откуда вмерзла в лед у Петровской крепости и всю зиму была вынуждена дрейфовать в Азовском море. В кампании с 1777 по 1778 год ежегодно выходила в плавания в Чёрное и Азовское моря. При этом в кампанию 1777 года перешла из Петровской крепости в Таганрог, затем после смены командира в июне и июле того же года доставила из Таганрога в Балаклаву заместителя командующего Азовской флотилии капитана бригадирского ранга А. И. фон Круза. В кампанию 1779 года совершала крейсерские плавания в Керченском проливе.
В 1780 году подверглась тимберовке в Таганроге, а в течение кампании следующего 1781 года находилась в порту Таганрога. В кампании 1782 и 1783 годов выходила в крейсерство к берегам Крыма. В 1783 году переведена в состав Черноморского флота. C 1784 по 1787 год несла брандвахтенную службу в Козлове.
Принимала участие в русско-турецкой войне 1787—1791 годов. В 1788 году в составе эскадры капитана бригадирского ранга Ф. Ф. Ушакова выходила в военное крейсерство в Чёрное море, а 3 (14) июля того же года участвовала в сражении у Фидониси.
Сведений о времени завершения службы шхуны не сохранилось.

## Командиры шхуны
Командирами парусной шхуны «Победослав Дунайский» в составе Российского императорского флота в разное время служили:
- капитан-лейтенант И. Ф. Шахов (1773—1774 годы)[16];
- лейтенант Г. Глотов (1774—1775 годы)[17];
- лейтенант А. И. Тимашев (1776 год)[18];
- лейтенант Я. Ф. Бутковский (до июня 1777 года)[19];
- лейтенант В. Н. Подводин (с июня 1777 года)[20];
- лейтенант Г. В. Неелов (1778 год)[21];
- лейтенант И. И. Лотырев (1779 год)[13];
- капитан-лейтенант И. С. Кусаков (1781 год)[22];
- лейтенант И. С. Кречетников (1782 год)[23];
- лейтенант, а с 31 декабря 1786 (11 января 1787) года капитан-лейтенант Н. Ф. Селиверстов (1782—1787 год)[24];
- лейтенант Г. Г. Белли (1788 год)[15].